# Abajas
Abajas est une commune d'Espagne dans la communauté autonome de Castille-et-León, province de Burgos. Elle s'étend sur 35,07 km2 et comptait environ 29 habitants en 2011.